# Église Saint-Pierre-et-Paul de Weimar
L'église Saint-Pierre-et-Paul de Weimar, aussi appelée église Herder (en hommage au pasteur Johann Gottfried von Herder) est la plus grande église de Weimar. C'est pratiquement depuis les débuts de la Réforme (1525), un temple luthérien. L'église est classée au Patrimoine mondial Classical Weimar.

## Histoire
Il y eut une première église à cet emplacement, construite entre 1245 et 1249, mais qui disparut dans un incendie en 1299, et dont seules les fondations subsistent. Une seconde église a été sévèrement touchée par un incendie en 1424. L'édifice actuel remonte à une église-halle du gothique flamboyant, construite entre 1498 et 1500. Le chœur sert de sépulture aux nobles de la Maison de Wettin dans la Saxe Ernestine. L'église fait fonction de temple luthérien depuis 1525 et Martin Luther lui-même y a prêché,.

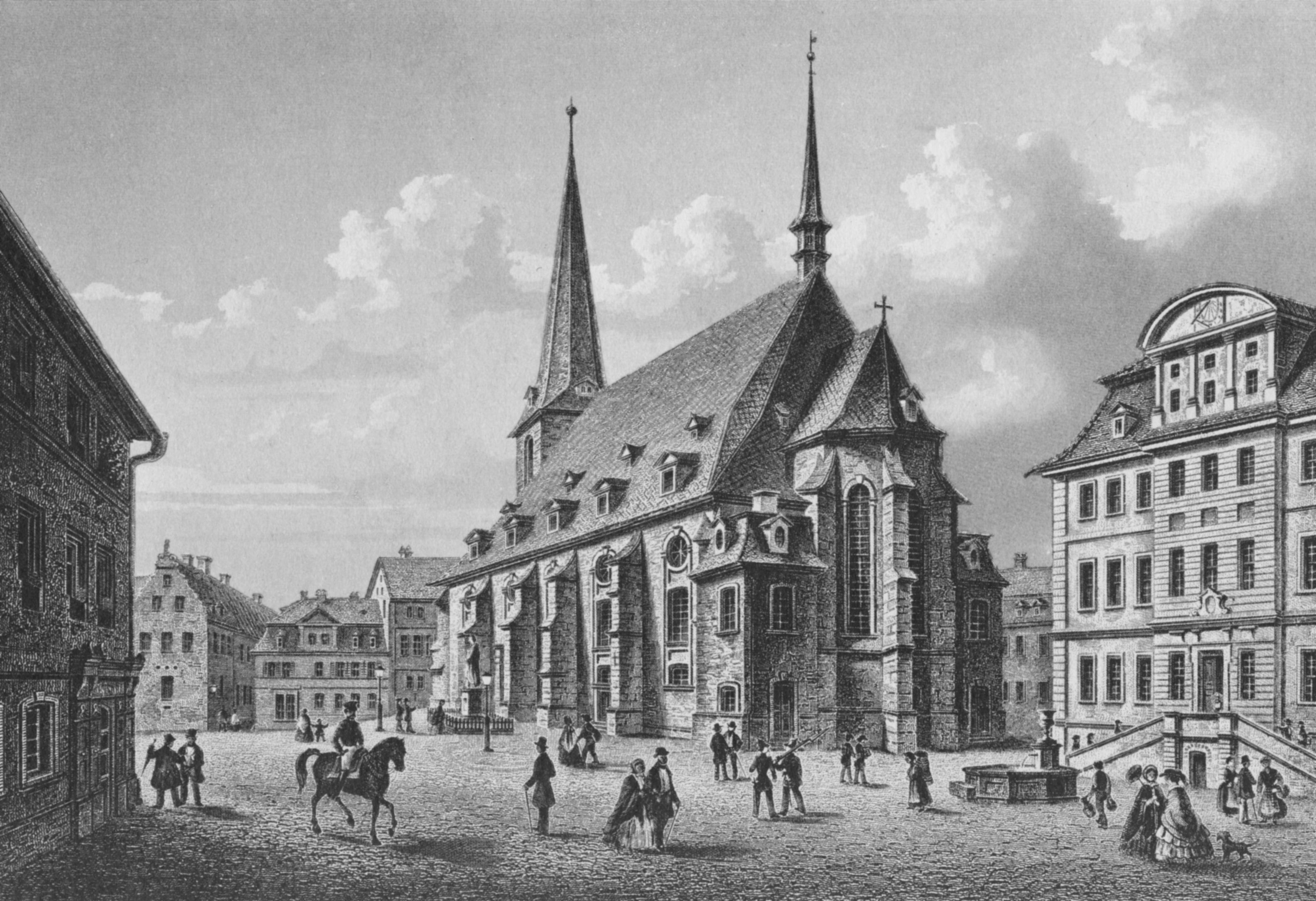
Herderplatz from the southeast, steel engraving by L. Oeder, c.1840).

La famille ducale de Saxe assistait parfois à la messe dans ce temple. John Eliot Gardiner estime que c'est ici que les premières cantates de Bach ont été interprétées par un orchestre, notamment sa première cantate pour Noël, Christen, ätzet diesen Tag, BWV 63 et Der Himmel lacht! Die Erde jubilieret, BWV 31 pour le dimanche de Pâques 1715, avec parties de soliste, chœur à cinq voix et trois groupes instrumentaux. Bach y jouait souvent de l'orgue, et deux de ses fils ont été baptisés dans l'église.
Cette église est couramment appelée église Herder, en hommage au célèbre philosophe et théologien Johann Gottfried von Herder, qui y fut recteur de la congrégation de 1776 à sa mort (il est inhumé dans l'église) en 1803. En 1807, la duchesse Anne-Amélie, qui admirait Herder, ordonna également d'y être inhumée. Le parc face à l'église a également été baptisé « square Herder » après l'édification de sa statue en 1850.

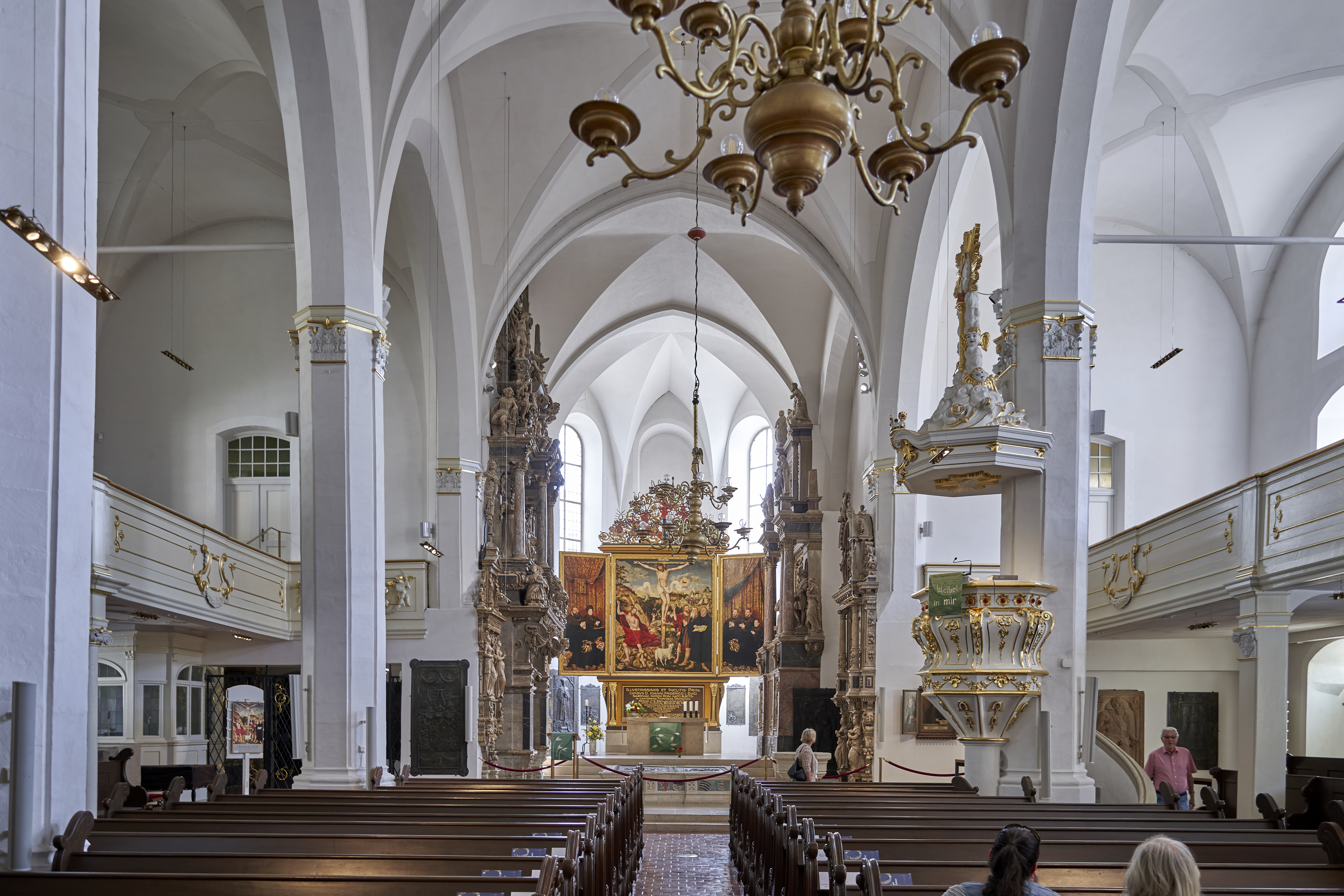
Intérieur de l'église.

Vers la fin de la Seconde Guerre mondiale (le 9 février 1945), l'église fut durement touchée par un bombardement : la toiture à deux pentes et les arcades en charpente furent en grande partie soufflées, et les arcs en pierre de l'aile se sont en grande partie effondrés et les décors intérieurs détruits. Les travaux de réparation du gros œuvre se sont terminés le 14 juin 1953, la restauration des intérieurs s'est poursuivie jusqu'en 1977.
L'église, comme la maison de Herder, est, depuis 1998, classée au Patrimoine mondial en tant qu’élément de l'ensemble architectural Weimar classique.

## Particularités
Des intérieurs gothiques d'origine, il ne subsiste que les fonts baptismaux, les escaliers menant à la chaire et les vestiges d'une fresque de sainte Ursule.

### Le retable de Cranach

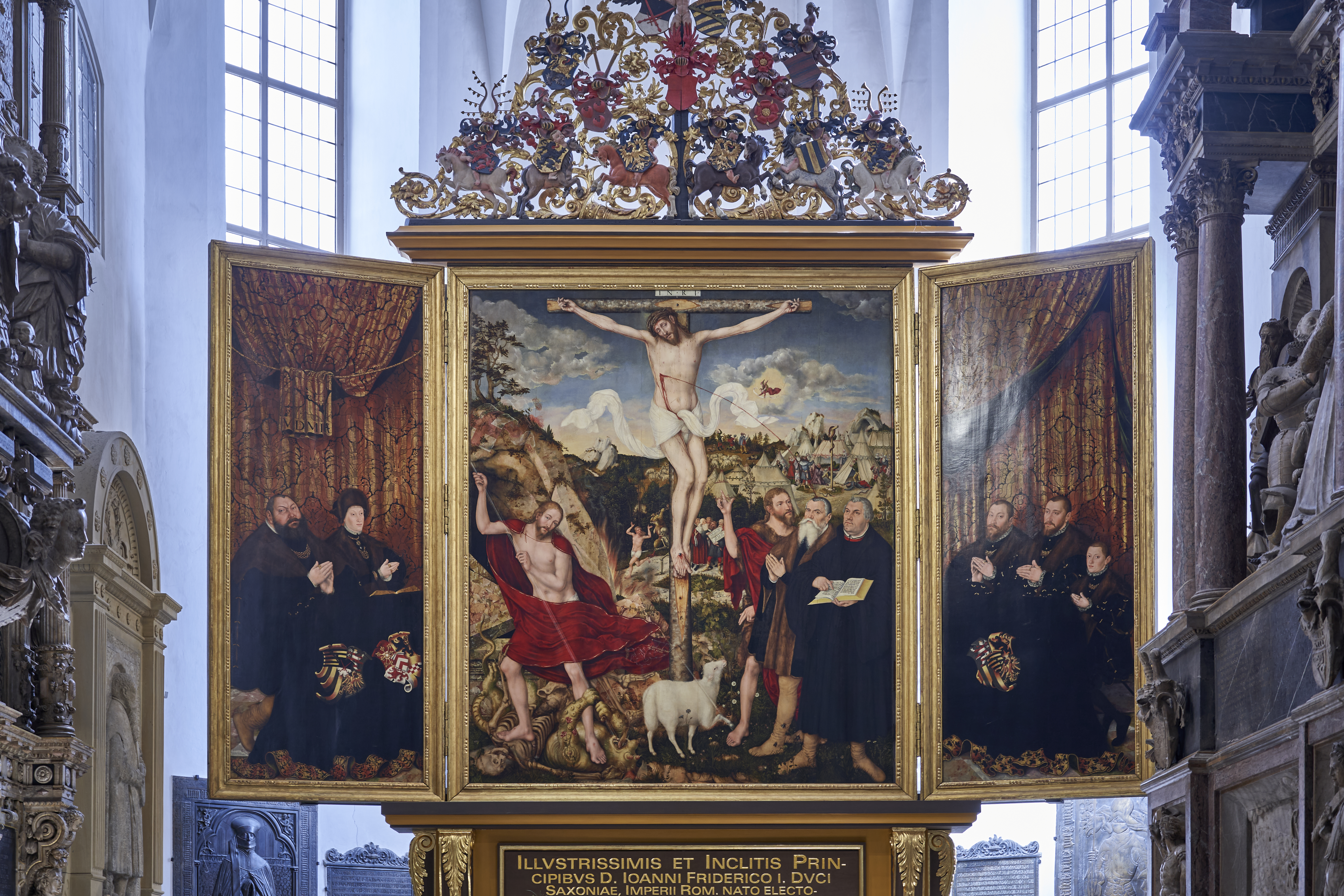
Le Retable de Weimar, de Cranach.

Le remarquable triptyque de la ville a été entrepris par Lucas Cranach l'Ancien en 1552-53, peu avant sa mort et achevé en 1555 par son fils Lucas Cranach le Jeune. Il est considéré comme l'une des plus importantes œuvres d'art de Saxe et de Thuringe du XVIe siècle.

### Orgues
Les orgues actuelles ont été installées en 2000 par la Sté Wilhelm Sauer (Francfort (Oder)) dans le buffet historique de 1812. C'est une reconstitution de l'ancien orgue, construit en 1907 par Eberhard Friedrich Walcker (Ludwigsburg). Cet instrument possède 53 tirasses et des sommiers à registre.
L'église accueille le festival des « Semaines Bach en Thuringe. »